# Operador de rede móvel

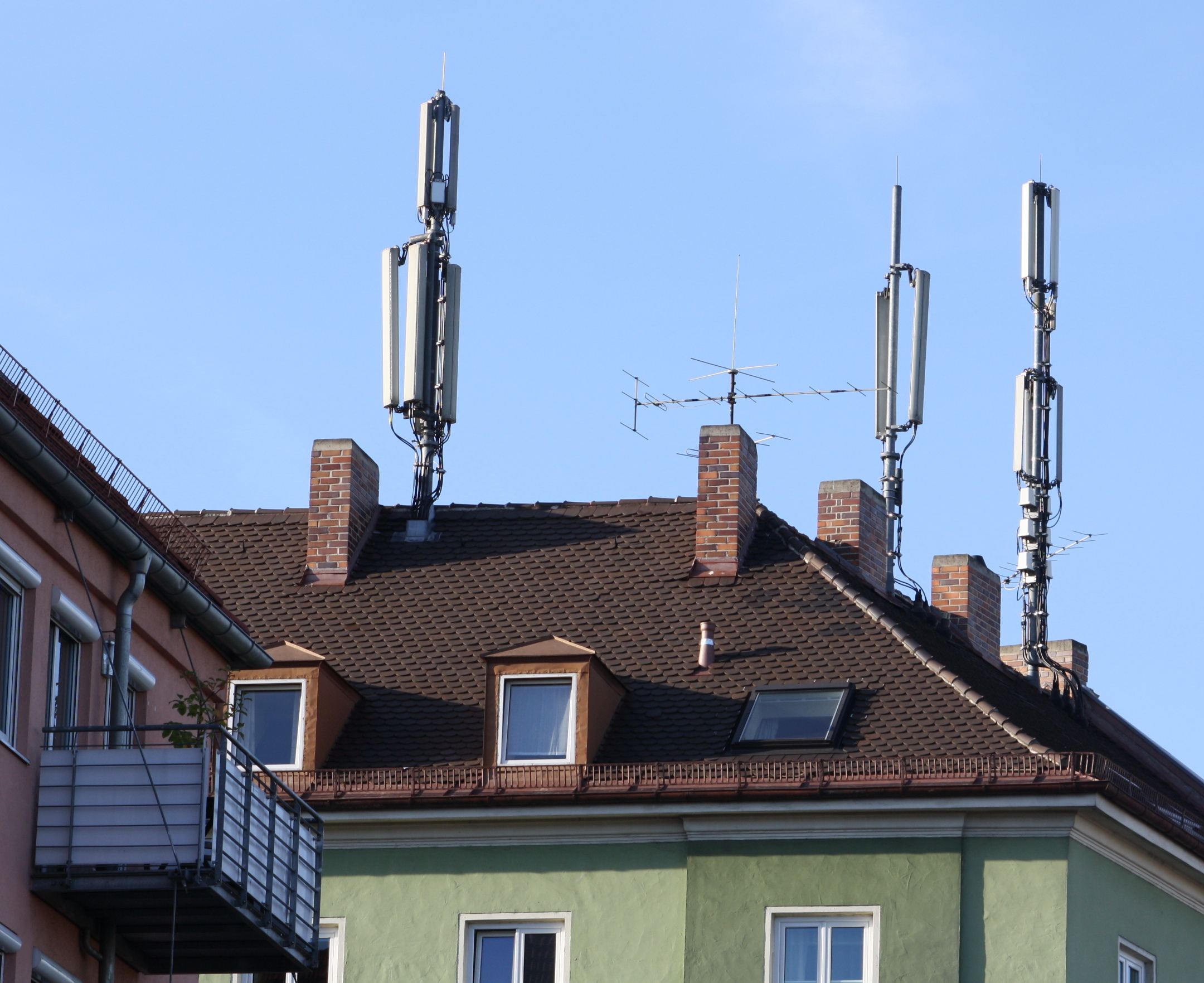
Antena de estação base para telecomunicações móveis.

Um operador móvel com rede (OMR) ou fornecedor móvel com rede (em inglês: mobile network operator ou MNO), é um fornecedor de serviços de comunicações sem fio que possui ou controla todos os elementos necessários para vender e fornecer serviços a um utilizador final incluindo a alocação de espectro de rádio, infraestrutura de rede sem fio, infraestrutura de retorno (backhaul), faturação, atendimento ao cliente, aprovisionamento de sistemas de computadores e organizações de marketing e reparação.
| Tipos de operador | Operador de telefonia móvel    | Operador de telefonia móvel             | Operador de telefonia móvel              |
| Tipos de operador | Operador móvel com rede (OMR)  | Operador móvel virtual (OMV)            | Facilitador de rede móvel virtual (FRMV) |
| ----------------- | ------------------------------ | --------------------------------------- | ---------------------------------------- |
| Nome em inglês    | Mobile network operator ou MNO | Mobile virtual network operator ou MVNO | Mobile virtual network enabler ou MVNE   |

Para além de obter receita oferecendo serviços de retalho (ou varejo) sob a sua própria marca, um OMR também pode vender o acesso a serviços de rede a preços por grosso (ou por atacado) para operadores móveis virtuais (OMV).
Uma característica-chave da definição de uma operadora móvel com rede é que um OMR deve possuir ou controlar o acesso a uma licença de espectro de rádio de uma entidade reguladora ou governamental. Uma segunda característica-chave da definição de um OMR é que um OMR deve possuir ou controlar os elementos da infraestrutura de rede necessária para fornecer os serviços aos subscritores no espectro licenciado.
Um operador de rede móvel normalmente também possui os necessários sistemas de aprovisionamento, faturação e atendimento ao cliente e as organizações de marketing, atendimento ao cliente e engenharia necessárias para vender, entregar e faturar os serviços. No entanto, um OMR pode externalizar (outsource) qualquer um desses sistemas ou funções e ainda ser considerado um operador móvel com rede.